# Sam Hunt
Sam Hunt (Cedartown, 8 december 1984) is een Amerikaans singer-songwriter.

## Carrière

### 2009-heden
Hunt begon zijn carrière met het schrijven van muziek, onder meer voor Kenny Chesney en Keith Urban. Met zijn eigen single, "Take Your Time" uit 2015 bereikte hij de hitlijsten in onder meer de Verenigde Staten, Canada, Nederland en Vlaanderen.

## Discografie

### Singles
| Single met eventuele hitnotering(en) in de Nederlandse Top 40 | Datum van verschijnen | Datum van binnenkomst | Hoogste positie | Aantal weken | Opmerkingen |
| ------------------------------------------------------------- | --------------------- | --------------------- | --------------- | ------------ | ----------- |
| Take Your Time                                                | 2015                  | 04-09-2015            | 9               | 22           |             |
| Leave the night on                                            | 2015                  | 02-01-2016            | tip1            | -            |             |
| House party                                                   | 2015                  | 12-03-2016            | tip10           | -            |             |

| Single met hitnotering(en) in de Vlaamse Ultratop 50 | Datum van verschijnen | Datum van binnenkomst | Hoogste positie | Aantal weken | Opmerkingen |
| ---------------------------------------------------- | --------------------- | --------------------- | --------------- | ------------ | ----------- |
| Take Your Time                                       | 2015                  | 09-10-2015            | 21              | 13           |             |

### NPO Radio 2 Top 2000
| Nummer met noteringen in de NPO Radio 2 Top 2000 | '15 | '16  |
| ------------------------------------------------ | --- | ---- |
| Take Your Time                                   | 984 | 1772 |

1. ↑  Een vetgedrukt getal geeft de hoogste notering aan.
2. ↑  2015 was het eerste jaar met een notering voor dit nummer.
3. ↑  Deze tabel is bijgewerkt tot en met de laatste editie (2024).

- Gemeinsame Normdatei: 1068294973
- International Standard Name Identifier: 0000 0004 4437 9008
- Library of Congress Control Number: no2014165378
- MusicBrainz: b27229bb-5669-4e98-b4ce-0158b2451fe8
- Nationale Bibliotheek van Tsjechië: pag2017959740
- Virtual International Authority File: 313292564
- WorldCat: E39PBJvd3v6FHrVWMDdqGqmyBP